# Wait (canción de The Beatles)
«Wait» («Espera») es una canción de The Beatles que aparece en su álbum de 1965 Rubber Soul. La canción fue escrita en su mayoría por Paul McCartney durante el rodaje de la película Help! (película), en presencia del actor Brandon De Wilde. La canción trata sobre la ansiedad del cantante mientras está alejado de su novia, algo bastante común en las canciones de Lennon/McCartney, como "When I Get Home" y "Things We Said Today", escritas entre 1964 y 1965.

## Origen
No todas las canciones que los Beatles grababan tenían la misma suerte para funcionar desde la primera toma, había algunas que tenían que ser trabajadas en varios días hasta que lograban el sonido adecuado o el arreglo óptimo.
Esto era la regla hacia la segunda etapa creativa del cuarteto después de 1964, al punto que su método de trabajo se vio modificado componiendo y practicando en el mismo estudio de grabación, incluso, había algunas melodías que eran grabadas para un LP y aparecían en otro porque el resultado no acababa de convencer a su autor.
Tal es el caso con esta composición de McCartney que se grabó para su quinto álbum Help! pero que no apareció sino hasta su sexto álbum Rubber Soul; en realidad, no se intentaba que apareciera a la venta, pero como John y Paul ya habían agotado su inspiración para el final del Rubber Soul, por lo que decidieron darle un nuevo tratamiento, vaya que el cuarteto le dijo a esta canción "Wait" ("Espera").

## Grabación
Los Beatles grabaron cuatro tomas de "Wait", el 17 de junio de 1965; de ellas, sólo la última fue completada. Grabaron guitarras, batería y bajo, junto con las voces principales, compartidos a dúo por Lennon y McCartney. 
El 11 de noviembre se agregan más voces, más la guitarra adicional (tocado con un pedal de volumen), pandereta y maracas, con las que estuvo lista para el lanzamiento final de Rubber Soul.

## Personal
- John Lennon – vocales, guitarra rítmica (Rickenbacker 325c64).
- Paul McCartney – vocales, bajo (Hofner 500/1 '62).
- George Harrison – guitarra principal (Fender Stratocaster).
- Ringo Starr – batería (Ludwig Super Classic), maracas, pandereta

Personal por Ian MacDonald

## Otras versiones
Varios artistas han hecho versiones de este mismo tema:
- Existe un cover de Frankie Vaughan que fue lanzado como sencillo.
- El matrimonio de Sam Lakeman y Cara Dillon grabó una versión que fue incluida en su compiación de 2006 Rubber Folk.
- El supergrupo Yellow Matter Custard.
- Ben Kweller.